# Return to Myself 〜しない、しない、ナツ。
「Return to Myself 〜しない、しない、ナツ。」（リターン・トゥ・マイセルフ 〜しない、しない、ナツ。）は、浜田麻里の9枚目のシングル。ビクター音楽産業／Invitationから1989年4月19日に発売された。

## 制作
'89カネボウ化粧品 夏のキャンペーンソングとして使用され、サブタイトルである「しない、しない、ナツ」はキャッチコピーの「化粧なおし、しない、しない、ナツ」から引用されており、シングルのみ表記されている。
7枚目のシングル「CALL MY LUCK」（1988年）に似た楽曲という依頼だったため、作曲を担当した大槻啓之もそんなに困らなかったと思うと浜田は語っている。

## チャート成績
発売後、タイアップの効果が大きく出たため、オリコンシングルチャートで初登場5位を記録し、約1ヵ月後の6月5日付オリコンシングルチャートで初の1位を獲得し、前作「Heart and Soul」に続き2作連続の同チャートTOP10入りを果たした。これまでの浜田のキャリアにおいて、最大のヒット曲で、浜田のシングルで唯一オリコン1位獲得したシングルである。
同年にリリースされたアルバム『Return to Myself』も、オリコンチャートで1位を獲得している。

## 逸話
本作リリース当時、浜田が「脱ヘヴィメタル宣言」と発言したと長年伝えられていたが、浜田はその様な発言について否定しており、『ザ・ベストテン』に出演した際、黒柳徹子から本番直前に「脱!ヘヴィメタル宣言」と紹介されてしまった事から広まったのではないかと述懐している。

## 収録曲
| 全作詞: 浜田麻里、全作曲: 大槻啓之、全編曲: 大槻啓之, RANDY KERBER, GREG EDWARD。 |                                               |          |            |      |
| #                                                                                 | タイトル                                      | 作詞     | 作曲・編曲 | 時間 |
| 1.                                                                                | 「Return to myself 〜しない、しない、ナツ。」 | 浜田麻里 | 大槻啓之   | 4:31 |
| 2.                                                                                | 「Restless Kind」                             | 浜田麻里 | 大槻啓之   | 4:05 |
| 合計時間:                                                                         | 合計時間:                                     | 8:36     |            |      |

## メディアでの使用
| # | 曲名                                          | タイアップ                           | 出典  |
| - | --------------------------------------------- | ------------------------------------ | ----- |
| 1 | 「Return to myself 〜しない、しない、ナツ。」 | '89カネボウ化粧品 夏のイメージソング | [ 1 ] |

## カバー
| アーティスト                              | 収録作品                                  | 発売日                                    |                                           |
| Return to myself 〜しない、しない、ナツ。 | Return to myself 〜しない、しない、ナツ。 | Return to myself 〜しない、しない、ナツ。 | Return to myself 〜しない、しない、ナツ。 |
| ----------------------------------------- | ----------------------------------------- | ----------------------------------------- | ----------------------------------------- |
| Mi                                        | 80's × Mi                                 | 2006年6月21日                             |                                           |
| デーモン小暮閣下                          | GIRLS' ROCK                               | 魔暦9年(2007年)1月24日                    |                                           |
| Cyntia                                    | Return to Myself〜しない、しない、ナツ。  | 2013年7月31日                             |                                           |
| 柴田あゆみ                                | kick start                                | 2014年2月19日                             |                                           |
| 奥井雅美                                  | マサミコブシ〜歌謡曲編〜                  | 2023年12月29日                            |                                           |